# بيل وايز
بيل وايز (بالإنجليزية: Bill Wise)‏ هو لاعب كرة قاعدة أمريكي، ولد في 15 مارس 1861 في واشنطن العاصمة في الولايات المتحدة، وتوفي بنفس المكان في 5 مايو 1940.

## وصلات خارجية
- بيل وايز على موقعبيزبول رفرنس.كوم (الدوري الرئيسي) (الإنجليزية)
- بيل وايز على موقعبيزبول رفرنس.كوم (الدوري الثانوي) (الإنجليزية)